# 高川站
高川站位于中华人民共和国四川省绵阳市安州区高川乡，是川青铁路上的一座车站，2023年11月28日随川青铁路青镇段开通而投入使用，车站规模为2台4线。

## 车站结构
车站按1000平方米规模设计，最高聚集人数50人；车站附近桥隧众多，线路上下行依次为柿子园隧道和跃龙门隧道，站内正线相互分离，通过高川站左、右线双线大桥连接；站房采取川西地区建筑元素，采用三段式不对称建筑形式，体现其端庄稳重；立面上的大面积实墙，凸显当地地域特色。